# Black boys
Black boys è un romanzo di formazione italiano pubblicato nel 2020 da Edizioni Feltrinelli e scritto da Gabriele Clima.

## Trama
Alex ha sedici anni, ed è appena uscito da un coma causato da un incidente stradale in cui suo padre ha perso la vita e sua madre ha subito lesioni gravissime. Animato dal desiderio di trovare l'immigrato responsabile dell'incidente e fargliela pagare, Alex entra nel gruppo dei Black boys, un gruppo violento orientato politicamente che può dargli una mano nella sua caccia all'uomo. In cambio Alex aiuterà i Black boys nelle loro azioni punitive in giro per la città.
Alex si renderà conto solo troppo tardi delle conseguenze a cui la sua decisione lo ha portato, e quando dichiarerà a Ferenc, il leader del gruppo, di voler abbandonare i Black boys, Ferenc li scatenerà contro di lui.

## Riconoscimenti
Selezione White Ravens 2020  della Internationale Jugendbibliothek di Monaco di Baviera